# Віллегальм
Віллегальм (нім. Willehalm) — незакінчена середньоверхньонімецька поема Вольфрама фон Ешенбаха. Твір датується другим десятиліттям XIII ст., оскільки в ньому наявна згадка про коронацію імператора Отто 1212 року. Джерелом для поеми послугувала французька жеста XII ст. — «Алісканс» (фр. Aliscans), в якій зображується битва між християнською та язичницькою арміями.

## Датування
Найраннішою датою написання поеми є 1212 рік, оскільки саме цього року вперше використано нову зброю трабушет, яку Вольфрам зобразив для опису облоги Оранджу. Крім того, цього ж року відбулася коронація імператора Отто IV, що також згадана у поемі. Кінцевою ж датою можливого написання твору є 1217 рік — смерть Вольфрамового покровителя Германа Тюрингського, після чого поету скоріш за все довелось закінчити свою роботу над поемою. Отже, твір датується другим десятиліттям XIII ст.

## Сюжет

### Книга I (1— 57)
Позбавивши синів спадку, граф Геймріх Нарбонський робить своїм спадкоємцем хрещеника. Синам ж він дає пораду шукати лицарської слави та вступити на службу до короля Франції. Найстаршому з синів — Віллегальму — вдається завоювати серце сарацинської королеви Арабель, яка навертається в християнство та бере нове ім'я — Гібурк. Разом вони тікають із язичницьких володінь. Король Террамер, Арабелів батько, збирає величезне військо та перепливає море, аби повернути свою доньку до її чоловіка — короля Тібальта, якого та залишила. ЇЇ колишній чоловік та сини теж беруть участь в поході. У долині Алісканс чимале сарацинське військо вступає в бій з нечисельною армією Віллегальма. Християнське військо тримається гідно, але прибічники Магомета все-таки здобувають перемогу.

### Книга II (58— 105)
Християнське військо повністю розбите. Віллегальм оплакує смерть племінника Вівіяна, який є уособленням лицарської хоробрості. Відступаючи, герой зустрічає на своєму шляху п'ятнадцять королів. Віллегальм милує сина Гібурк, сімох вбиває, а решта восьмеро королів рятуються втечею. Згодом герой перемагає короля Арофела та, забравши в нього коня, лати та шолом, майже безперешкодно вислизає з рук язичників. Прибувши до воріт міста Орандж, Гібурк одразу ж не впізнає переодягнутого Віллегальма (невпізнавання — характерна риса середньовічної літератури), але згодом виявляє знайомий їй шрам на носі героя. Язичницькі війська беруть місто в облогу, а Віллегальм під виглядом поганина вирушає у пошуках підмоги. Багато чим йому допомагає й знання поганської мови.

### Книга III (106—161)
Віллегальм прибуває до Лані, де при дворі короля Людвіга мають відбутися збори усієї знаті. Але королева, Віллегальмова сестра, наказує зачинити перед героєм ворота міста, адже «він і без того вже створив багато проблем для Франції». Заночувавши у місцевого купця, наступного дня Віллегальм повен злості з'являється при дворі та починає дорікати королю за мерзенний прийом. Нагадує можновладцю, що своїм троном той багато чим завдячує саме йому. Королева виступає за те, щоб відмовити брату в допомозі. Розгніваний Віллегальм зриває з неї корону та жбурляє об землю. І якби не Імненшарт, їхня матір, вона б щонайменше поплатилася головою. Молода красуня-племінниця Алізе вмовляє героя пробачити таку неприйнятну поведінку її матері.

### Книга IV (162—214)
Віллегальм зрештою заручається підтримкою короля та королеви та збирає величезне військо. Йому в око впадає надзвичайно сильний молодий хлопець Ренневарт, який працює пажем на кухні. Насправді він є сарацином знатного походження, якого викрали купці, і якби не відмова прийняти християнську віру, він би зайняв чільну позицію при дворі короля. Ренневар переходить у служіння Віллегальму та вирушає разом із ним та військом в Оранж, прихопивши лишень одну важку дубинку, яка слугує йому за зброю. Ренневар та Алізе таємно закохані одне в одного.

### Книга V (215—268)
Облога Оранжу сарацинами. Прибуття та зустріч з Ґибурґ.

### Книга VI (269—313)
Військова нарада християн. Ґибурґ закликає при можливості помилувати сарацинів.

### Книга VII (314—361)
Шикування армій перед боєм. Сарацини під командуванням Террамера мають явну чисельну перевагу. Християнською армією керують Віллегальм та Ренневарт.

### Книга VIII (362—402)
Початок битви. Через чисельну перевагу сарацинів, християнська армія на межі поразки.

### Книга IX (403—467)
Бойовий дух Ренневарта змінює хід битви. Розгром та втеча сарацинського війська. Зникнення Ренневарта. Вшанування полеглих сарацинських царів.